# Gediminas Onaitis
Gediminas Onaitis (* 15. August 1983 in Klaipėda) ist ein litauischer Politiker, Vizeminister.

## Leben
Nach dem Abitur  am Gymnasium in der litauischen Hafenstadt absolvierte er das Bachelorstudium der Wirtschaft an der Klaipėdos universitetas und 2011 das Masterstudium der Wirtschaft an der Fakultät für Wirtschaft und Finanzmanagement der Mykolo Romerio universitetas in Vilnius. 2011 nahm er an der Kommunalwahl zum Rat der Stadtgemeinde Klaipėda teil. Er arbeitete bei UAB „Dentavis“ als Direktor. Danach arbeitete er als Oberspezialist und später bis 2014 als Leiter der Abteilung für erneuerbare Energien und Energieeffizienz am Energieministerium Litauens. Seit dem 20. Oktober 2014 ist er stellvertretender Wirtschaftsminister Litauens, Stellvertreter von Evaldas Gustas im Kabinett Butkevičius.
Onaitis ist Mitglied von Tvarka ir teisingumas.
Onaitis ist ledig.